# Sudbury, Suffolk
Sudbury är en stad och civil parish i distriktet Babergh i Suffolk i östra England. Orten är belägen vid floden Stour och har 11 933 invånare.. 
Konstnären Thomas Gainsborough föddes i Sudbury. 